# Eusideroxylon zwageri
Eusideroxylon zwageri es un árbol raro originario de la región de Brunéi, Indonesia, Malasia y Filipinas. Se le conoce coloquialmente en español como palo de hierro de Borneo, billian o ulin.

## Descripción
Eusideroxylon zwageri es un árbol de crecimiento lento (0.5 metros por año) alto de hoja perenne con tronco recto (normalmente hospeda a Cassytha, una enredadera parásita con hojas reducidas a escamas, hasta la mitad de la altura del árbol). Tiene una leve estría en la base, hasta 150–220 cm de diámetro. El tronco tiene muchos contrafuertes pequeños y redondeados que le dan a la base una apariencia de pata de elefante. Los árboles individuales pueden alcanzar una edad de 1000 años o más. Los árboles explotables comercialmente comunes alcanzan una altura de 30 o más metros con diámetros de tronco de árboles explotables de hasta 92 cm. Los árboles protegidos son enormes gigantes del bosque que alcanzan una altura de hasta 50 metros y un diámetro de 220 cm, aunque la altura se reduce habitualmente con los rayos. Un árbol de Ulin descubierto en 1993 en el Parque nacional de Kutai es una de las plantas más grandes de Indonesia. Tiene una antigüedad estimada de 1000 años y ha aumentado su diámetro de 2.41 a 2.47 metros en los 20 años transcurridos desde su descubrimiento. Sin embargo, su altura se redujo de unos 30 metros a solo 20 después de un rayo. Otro en Sangkimah, al oeste del parque, tiene un diámetro de 2.25 metros y una altura de unos 45 metros.
Las hojas de los árboles son de color verde oscuro, simples, coriáceas, elípticas a ovadas, de 14 a 18 cm de largo y de 5 a 11 cm de ancho, y son alternas, rara vez en espiral u opuestas, sin estípulas y pecioladas. La lámina de la hoja es entera (no lobulada o lobulada en Sassafras) y ocasionalmente con domacio (grietas o huecos que sirven como alojamiento para los ácaros) en las axilas de las venas laterales principales (presentes en Cinnamomum).
Las inflorescencias que se encuentran en las axilas de las hojas o brácteas de hoja caduca, incluyen panículas (rara vez espigas), racimos, cimas compuestas o pseudoumbels (espigas en Cassytha), y algunas veces están encerradas por brácteas decusadas. Las flores son bisexuales solamente o estaminadas y bisexuales en algunas plantas, pistiladas y bisexuales en otras. Las flores suelen ser de color amarillo a verdoso o blanco, rara vez rojizas. Los hipantios están bien desarrollados, se asemejan a los tépalos del tubo del cáliz y los estambres periginosos. Los tépalos se encuentran en grupos de 6 a 9, en 2 o 3 verticilos de 3 y sepaloides. Si los tépalos son desiguales, generalmente poseerán 3 externos más pequeños en lugar de internos 3. Esto está ocasionalmente ausente en Litsea. Los estambres están en múltiplos y verticilos de 3, pero uno o más verticilos son frecuentemente estaminodiales o están ausentes. Los estambres del tercer verticilo tienen 2 glándulas cerca de su base. Son 2 a 4 loculares, con lóculos que se abren mediante válvulas.
Hay un pistilo y un carpelo. Hay un ovario locular con placentación basal; un óvulo; un estigma subsésil, que es discoide o capitado. Los frutos son drupas, una drupa que nace sobre un pedicelo con o sin tépalos persistentes en su base, o está asentada en un receptáculo en forma de copa profunda (cúpula), o está encerrada en un tubo floral acorde. La fruta contiene una semilla sin endospermo. La fruta es venenosa para los humanos pero tiene propiedades medicinales.
La enredadera parásita, Cassytha, a veces se coloca en su propia familia, Cassythaceae.

## Distribución
La especie es originaria de Brunéi; Flores, Java, Kalimantan y Sumatra en Indonesia; los estados de Sabah y Sarawak de Malasia; y el archipiélago de Sulu en Filipinas. Está amenazada por la pérdida de hábitat. El gobierno de Indonesia y el gobierno del estado de Sarawak han prohibido formalmente la exportación de esta especie. El contrabando ilegal sigue siendo un problema importante.
Eusideroxylon zwageri crece en bosques primarios y secundarios de tierras bajas hasta 625 m s. n. m. Prefiere suelos bien drenados, arenosos a franco-arcillosos, a veces calizos. Se encuentra comúnmente a lo largo de ríos y colinas adyacentes. Requiere una precipitación media anual de 2500 a 4000 mm. Ocurre dispersa o en grupos.
Este árbol posee una de las maderas más duraderas y pesadas del mundo. Ahora está amenazado por la sobreexplotación, la falta de regeneración y las dificultades de cultivo.

## Hábitat
Las plántulas de Eusideroxylon zwageri requieren algo de sombra, mientras que los árboles más viejos necesitan mucha luz. Se puede encontrar en valles y en laderas e incluso en lomas bajas cuando la humedad del suelo es suficiente en elevaciones entre el nivel del mar y 625 m. El volumen de madera en pie de los árboles con un diámetro superior a 50 cm puede llegar a ser de 90 a 112 m³.

## Silvicultura
Eusideroxylon zwageri tiene una tasa de crecimiento muy lenta de crecimiento radial medio de 0.058 cm por año. Es una especie de dosel en bosques primarios. La especie se considera inadecuada para plantaciones a gran escala debido al crecimiento lento y al suministro inadecuado de semillas y plántulas. La selección manual de árboles en bosques naturales es común.

## Propiedades
El duramen cuando se corta es de color marrón claro a amarillo casi brillante. Durante el proceso de envejecimiento, el duramen se oscurece hasta un marrón rojizo intenso, un marrón muy oscuro o casi negro. La albura es de color amarillo brillante cuando se corta y se oscurece ligeramente. La textura de la madera es fina y uniforme, con una veta recta o solo ligeramente entrelazada. La madera conserva un agradable olor a limón. Este olor, junto con el alto brillo natural de la madera, la hacen apreciada por los ebanistas y artesanos de muebles finos.
La madera es densa y la textura es de moderadamente fina a fina y uniforme. También es atractiva para los usuarios la resistencia a insectos, bacterias, hongos y barrenadores marinos. La madera tiene propiedades antibacterianas (para uso medicinal local). Los vasos son de porosidad difusa, de tamaño mediano y generalmente distribuidos uniformemente, dispuestos en hileras radiales cortas (2–3 vasos). Abundancia moderada de parénquima paratraqueal aliforme. Los límites de los anillos de crecimiento son indistintos o ausentes. A menudo hay tílides.
La madera tiene una tasa de contracción radial de 2 a 4,5% y una tasa de contracción tangencial de 4.5 a 7.5% tangencial. La madera se seca lentamente y es necesario tener cuidado para evitar grietas y rajaduras. La madera es famosa por sus características de fácil trabajo, a pesar de su alta densidad. La madera cepilla, taladra y gira limpiamente, produciendo superficies lisas y a menudo brillantes. El clavado requiere perforaciones previas antes de clavar. Las hojas de sierra y los instrumentos de corte solo se desafilan moderadamente durante el trabajo de la madera. Aparentemente, la madera es difícil de pegar con resinas sintéticas.
El duramen está clasificado como muy duradero, inmune al ataque de las termitas; se ha informado de una vida útil de hasta 100 años en contacto directo con el suelo y más de 20 años para trabajos marinos en aguas tropicales.

## Uso
Debido a la excelente resistencia al ataque de bacterias, hongos, insectos y barrenadores marinos, la madera es muy apreciada para muchos usos al aire libre, especialmente como terrazas. Además, la alta densidad de la madera y su fácil trabajabilidad la hacen especialmente atractiva en estructuras marítimas, construcción de muelles y construcción de barcos, especialmente en el famoso velero pinisi de Indonesia. Los usos locales comunes incluyen: construcción de casas, construcción de puertas, bebederos y bebederos de agua, construcción de botes (Pinisi), herramientas, mangos de herramientas, talismán, joyas, astillas medicinales (para heridas, cortes, abrasiones, mordeduras y dolor/infección de dientes), puentes, cerbatanas y lanzas.
A nivel internacional, es conocido por su construcción pesada, como un amortiguador entre los remolques de transporte y las fabricaciones de acero pesado (como calderas, recipientes a presión, reactores y muchos otros). También se encuentra con frecuencia en diques secos como madera para separar el casco de los barcos de los soportes de acero. Otros usos incluyen el uso en botes y barcos, pisos industriales, techos (como tejas), muebles finos para interiores y exteriores, madera de féretro (estimada por los chinos debido a su capacidad para resistir la putrefacción y el ataque de insectos) y mangos de herramientas (especialmente aquellos expuestos a altos continuos impacto (la madera no se astilla y, por lo tanto, lesiona las manos, los ojos o pone en peligro al operador en caso de falla catastrófica) como palas, hachas, cortadores de bloques, martillos, mazos pesados, martillos demoledores, picos, azadas y martillos). Algunos ebanistas expertos valoran un mazo de carpintero con cabeza de ulin como una excelente cara de martillo de densidad intermedia entre la madera habitual y una de metal y es capaz de golpear o golpear con bastante facilidad accesorios de metal obstinados altamente pulidos sin dañar la cara o el accesorio.
Otras fuentes indican que la madera de ulin se usa a menudo para construcciones marinas como pilotes, muelles, muelles de construcción, compuertas, presas, barcos, puentes, pero también se usa para postes de líneas eléctricas, mástiles, tejas de techo y postes de casas y en menor medida como marcos, tablas, pisos de alta resistencia, traviesas de ferrocarril, material de cercas, muebles, etc.

## Estado de conservación
El declive de esta especie que se observó por primera vez en 1955. Browne (1955) declaró: "Nuestros suministros supervivientes de Belian no son de ninguna manera muy grandes y, sin duda, están disminuyendo". Se ha observado una reducción de la población en las siguientes regiones: Kalimantan, Sumatra, Sabah, Sarawak y Filipinas. La UICN lo ha clasificado como Vulnerable A1cd y A2cd. CITES enumeró II Bi (nivel insostenible de explotación de la naturaleza para el comercio internacional). La regeneración en los bosques explotados es limitada.
La especie está amenazada por la sobreexplotación, predominantemente por madereros migrantes ilegales. La demanda actual de madera se alimenta de su estima entre los chinos como madera de féretro (ya que es resistente a los insectos y la podredumbre). Incluido en la lista de especies maderables en desaparición de Filipinas y considerado casi extinto en Sabah. En Java y Sumatra existe únicamente en parques nacionales. Actualmente la situación se evalúa como un grave agotamiento de rodales. La especie solo se planta a pequeña escala porque el suministro de semillas y plántulas es inadecuado. El mundialmente famoso IPB Bogor Agricultural Institute (Institut Pertanian Bogor) está cultivando actualmente una generación de plantas más resistentes que las semillas recolectadas en el medio silvestre.

## Comercio
Indonesia tiene una prohibición total de exportación y la corta está restringida a árboles de menos de 60 cm de diámetro medidos a la altura del pecho. En Sarawak, la exportación de cualquier forma no está permitida sin un permiso especial. Sabah todavía permite la exportación.

## Creencias indígenas
Muchos Dayak creen que la madera de ulin actúa como un talismán protector para evitar el ataque de tigres y elefantes. Los dayak creen que este uso del talismán ulin y las masas de árboles ulin fue y es la única causa de la falta de elefantes de Sumatra o tigres de Sumatra en Kalimantan y Sarawak. Se dice que el potente "repelente de elefantes y tigres" es la savia del árbol, que tiene un olor fuerte y agradable a limón.